# Romans (Deux-Sèvres)
Romans település Franciaországban, Deux-Sèvres megyében. Lakosainak száma 702 fő (2022. január 1.). Romans Prailles-La Couarde, Saint-Martin-de-Saint-Maixent, Sainte-Néomaye, Souvigné és Aigondigné községekkel határos.

## Népesség
A település népessége az elmúlt években az alábbi módon változott:
| Lakosok száma | 720  | 705  | 721  | 708  | 709  | 708  | 710  | 713  | 702  |
|               | 2013 | 2015 | 2016 | 2017 | 2018 | 2019 | 2020 | 2021 | 2022 |